# Back (Jeezy)
Back è un singolo del rapper statunitense Jeezy pubblicato il 23 ottobre 2020.

## Video musicale
Il videoclip è stato pubblicato sul canale ufficiale del cantante.

## Tracce
1. Back – 3:08